# Zhao Yong
Avís: hi ha un Yong Zhao, expert en tecnologia de l'educació que no s'ha de confondre amb Zhao Yang, artista.

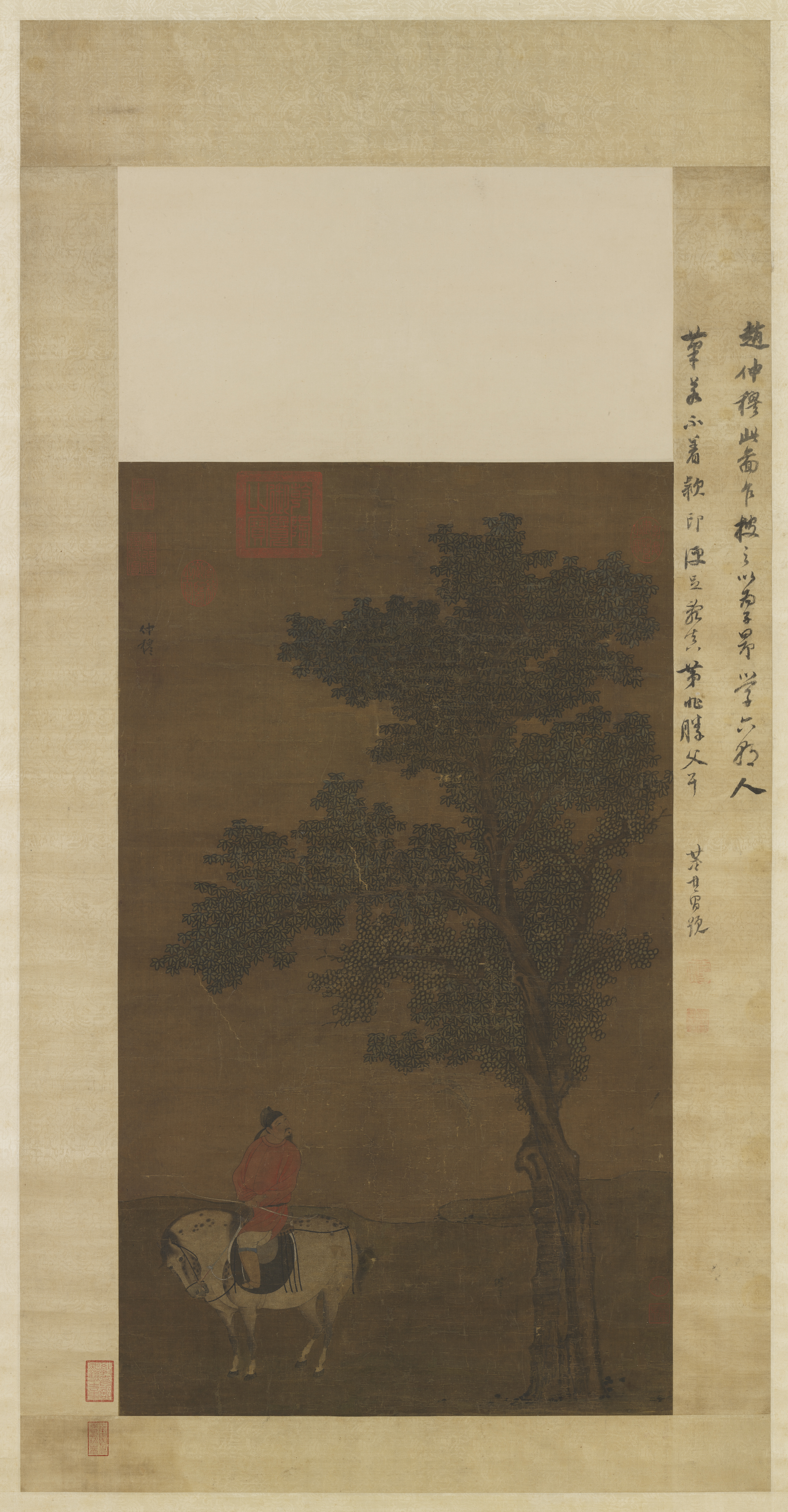
Passejant a cavall en primavera, (Museu Nacional del Palau), Taipei

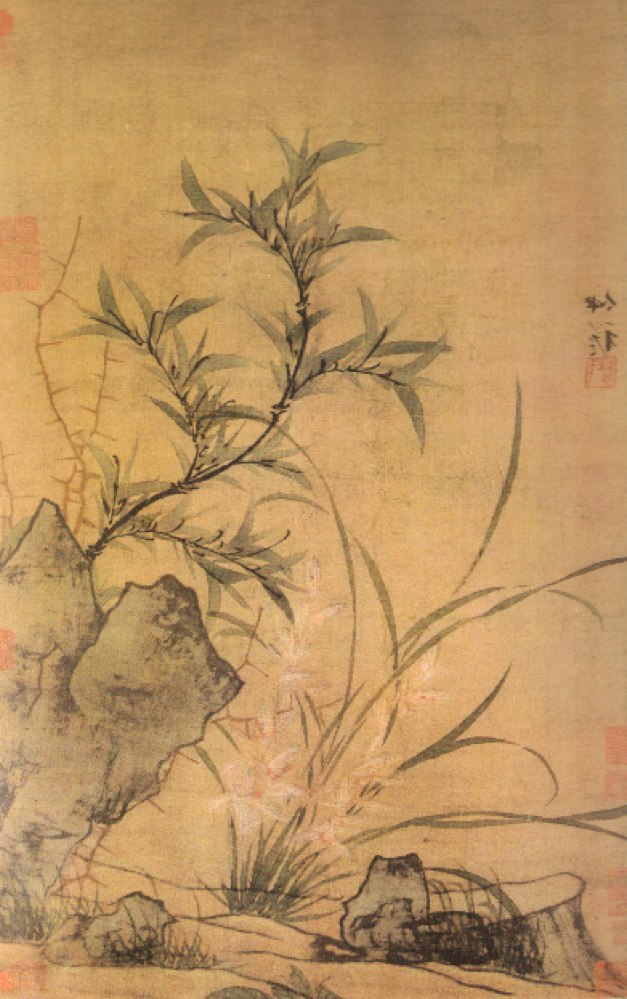
Orquídia i bambú (Museu de Xangai)

Zhao Yong (xinès simplificat: 赵雍; xinès tradicional: 趙雍; pinyin: Zhào Yōng) fou un pintor, poeta i cal·lígraf xinès que va viure sota la dinastia Yuan. Va néixer l'any 1289 a Wuxing, actualment Huzhou a la província de Zhejiang i va morir vers el 1360).Descendent de la família imperial dels Song. Era el segon fill del pintor Zhao Mengfu. Va exercir un alt càrrec en l'administració imperial.
Va destacar com a pintor de paisatges, figures humanes i cavalls amb sella de muntar. La seva pintura s'inspira en la de Dong Yuan i la de Li Cheng. Entre les seves obres es poden mencionar: “Tres amics”, “Quatre amics” i “Orquídia i bambú”. Hi ha exposades obres seves a la Freer Gallery of Art de Washington DC, al Museu de Belles Arts de Boston, Museu Nacional del Palau de Taipei, al Museu de Xangai i al Nationalmuseum d'Estocolm.